# Sada City
『Sada City』（さだシティ）は、シンガーソングライターさだまさしが2011年7月6日に発表した、ソロ36枚目、グレープ時代から通算すると40枚目のオリジナル・アルバムである。

## 概要
前作の後、先にシングルで発売されている曲は無い為、全曲が新作のアルバムである。
元々、さだの曲の中でも特定の土地を舞台にしていない曲（例：「雨やどり」「魔法使いの弟子」「パンプキン・パイとシナモン・ティー」など）の舞台は架空の街「まさしんぐタウン」と呼ばれていたが、さだの制作した楽曲が500曲を超え（提供曲含む）、街の住民が増えたことから「タウン」から「シティ」として新たに街づくりをする、というコンセプトである。そのため、新たにさだシティに置いた施設（主に文化施設が中心）を舞台にした楽曲で構成されており、さだが書いたライナーノートも「旅行案内書（ガイドブック）」と題されている。
ジャケットは前作『予感』に引き続いてさだの友人のイラストレーター・おぐらひろかずが担当。"Sada City"の街並みが描かれ、前作『予感』のジャケットに描かれていた桜の樹も描かれている。初回版のみBOX仕様。
このアルバムの制作中の2011年3月11日に東日本大震災に遭遇したさだは「歌っている場合ではない」と途方に暮れたが音楽家として出来ることをしようと思い直して完成させたとブックレット冒頭の「市長挨拶」で語っている。

## 収録曲
1. 桜の樹の下で
桜の樹は前作『予感』で登場した樹。この樹の下から新しくやり直そう、という東日本大震災からの復興応援歌である。2011年5月からのNHK『今夜も生でさだまさし』オープニング・テーマ曲。
2. 名画座の恋
「旅行案内書」ではさだが通っていた青砥の「京成名画座」の思い出が綴られている。
3. プラネタリウム
恋人と二人で行ったプラネタリウムの思い出をモチーフにしているが、歌詞にはチュニジアのジャスミン革命のことも織り込まれている。「旅行案内書」ではさだが通っていた渋谷の五島プラネタリウムの思い出が綴られている。
4. 廣重寫眞館
歌川広重の絵が飾られている写真館が閉館を告げているのと、若いカップルを描いた作品
5. 古い時計台の歌
歌詞の「古い桜が咲かせる花は決して古い花ではない」というのは40周年を目前にしさだ本人への言い聞かせであったと次作「もう来る頃」の解説にある。
6. 図書館にて
7. 黄昏アーケード
8. 美術館
9. 強い夢は叶う〜RYO National Golf Club〜
テレビ東京系『石川遼スペシャル RESPECT 〜ゴルフを愛する人々へ〜』挿入歌
10. 泣クモヨシ笑フモヨシ 〜小サキ歌ノ小屋ヲ建テ〜
「小サキ歌ノ小屋」はさだによれば自分専用のコンサートホールのこと。「旅行案内書」ではさだは当初「沢山のお客様が大切に育ててくださった歌手をみっともない姿で終わらせるのはお客様に対して申し訳ない」とデビュー40周年を機に引退するつもりであったが、東日本大震災でかつて自分がコンサートツアーで訪れた都市が被災したことで考えが変わり、「育てられた以上、育てた人の意志と共にあるべきだ。こちらの都合でストーリーを終わらせることは出来ないのだ。誰もコンサートに来てくれなくなるまでは歌う義務がある」と思うようになり、今後も活動を続けていくことにしたという決意を述べている。
11. 桜の樹の下で〜reprise〜
第1曲目のサビの部分だけの終曲。アルバムの最初の曲と最後の曲を同じ曲にするのは、さだのアルバムでは何度か見られるパターンである。

## 作詩・作曲・編曲
- 全曲の作詩[4]・作曲：さだまさし
- 以下を除く全曲　編曲：渡辺俊幸
  - 「古い時計台の歌」　編曲：倉田信雄、さだまさし
  - 「桜の樹の下で〜reprise〜」　編曲：さだまさし

## 主な参加ミュージシャン
- ボーカル、アコースティックギター：さだまさし
前作同様、ブックレットにはさだが使用したギターの名前も書かれている。
- アコースティック・ギター：松原正樹、田代耕一郎
- ピアノ：倉田信雄
- ベース：高水健司、平石カツミ
- ドラムス：島村英二
- パーカッション：木村"キムチ"誠
- ストリングス：篠崎正嗣Strings
- コーラス：比山貴咏史、木戸やすひろ、高尾直樹、佐々木久美、斉藤妙子、浅井麻里

## 参考資料
- 『Sada City』 ブックレット
- ダイヤモンド社「TVステーション」2011年16号 P97のさだのインタビュー記事